# Clay Center, Kansas
Clay Center är en stad i den amerikanska delstaten Kansas med en yta av 6,7 km² och en folkmängd som uppgår till 4 334 invånare (2010). Clay Center är administrativ huvudort i Clay County, Kansas.

## Kända personer från Clay Center
- George Docking, politiker, guvernör i Kansas 1957-1961